# イザベラ・フォン・タウフキルヒェン＝エンゲルベルク

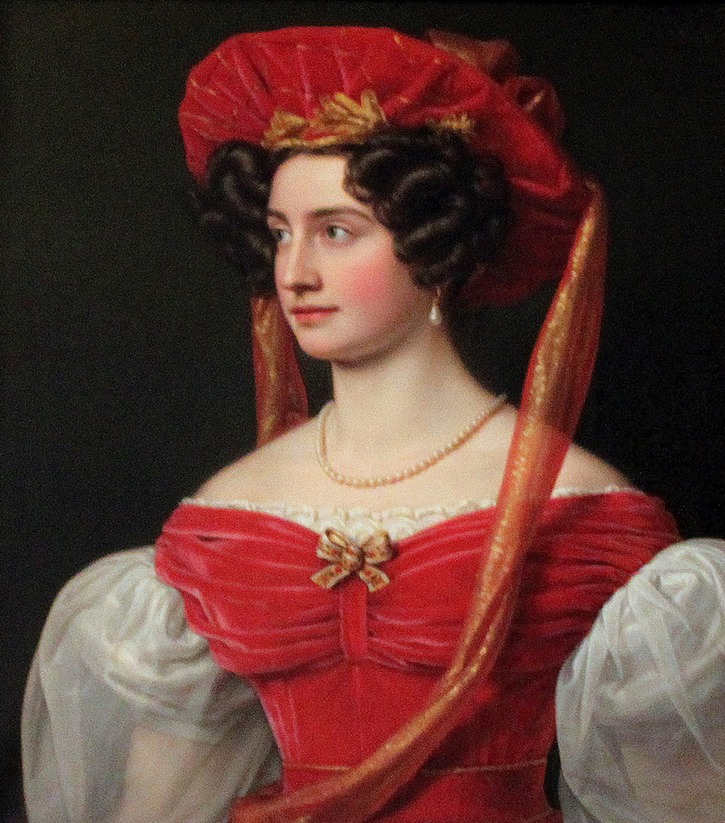
シュティーラーの手になるイザベラ・フォン・タウフキルヒェン

マリア・イザベラ（ベラ）・テレジア・フォン・タウフキルヒェン＝エンゲルベルク（Maria Isabella(Bella) Theresia Gräfin von Tauffkirchen-Engelberg, 1808年3月11日 - 1855年6月15日）は、19世紀の南独バイエルン王国の貴族女性。バイエルン王ルートヴィヒ1世は宮廷画家ヨーゼフ・カール・シュティーラーに命じて1828年1月から4月にかけて彼女の肖像画を描かせ、美人画ギャラリーの1幅とした。
マクシミリアン・エマヌエル・ヨーゼフ・マリア・カール・フォン・タウフキルヒェン・ツー・グッテンブルク・ウント・エンゲルベルク伯爵と、その妻の伯爵令嬢マリア・アンナ・フォン・ロドロン＝ラテラーノ・ウント・カステル・ロマーノの間の娘としてミュンヘンに生まれた。父は軍事アカデミーで学んで工兵学の知識を身に付けた人物で、機械工学の専門家及び後援者として知られ、予備役の陸軍中佐の肩書を持っていた。そして上級銀財務官（Oberst-Silberkämmerer）の宮廷官職も持ち、宮廷とのつながりがあった。姉のカロリーネは軍人のカール・フォン・フルメルン男爵に嫁いだ。
シュティーラーの肖像画において、イザベラは、白半透明の大きなパフスリーブのついた豪奢なビロードの赤いローブを身にまとい、金糸を織り込んだリボンを垂らした赤いつば広帽子を被っている。ルートヴィヒ王にとって、イザベラは美人画ギャラリーにおいてバイエルンの貴族身分を代表する存在の1人であった。彼女の肖像画はギャラリーの最初の10枚のうちの1幅として、1829年にお披露目された。
1830年4月20日にプロイセン領ポズナン大公国のポーランド人貴族のヘクトル・ユリアン・ロマン・クヴィレツキ伯爵と結婚した。夫との間に双子の男児、男児、女児の4人の子を授かったが、1843年に死別。自身も1855年に死去した。三男のミェチスワフ・クヴィレツキ、及びその長子ヘクトル・クヴィレツキは、プロイセン王国・ドイツ帝国政界におけるポーランド会派の政治家として活動した。

## 引用・脚注
1. ↑  Gerhard Hojer: Isabella Gräfin Tauffkirchen in: Die Schönheitsgalerie König Ludwigs I. Verlag Schnell & Steiner Regensburg, 6. Auflage 2006, S. 10.
2. ↑  Gerhard Hojer: Isabella Gräfin Tauffkirchen in: Die Schönheitsgalerie König Ludwigs I. Verlag Schnell & Steiner Regensburg, 6. Auflage 2006, S. 56. Die Beschreibung des Bildes erfolgte anhand des Porträts.